# Francesco Cilea

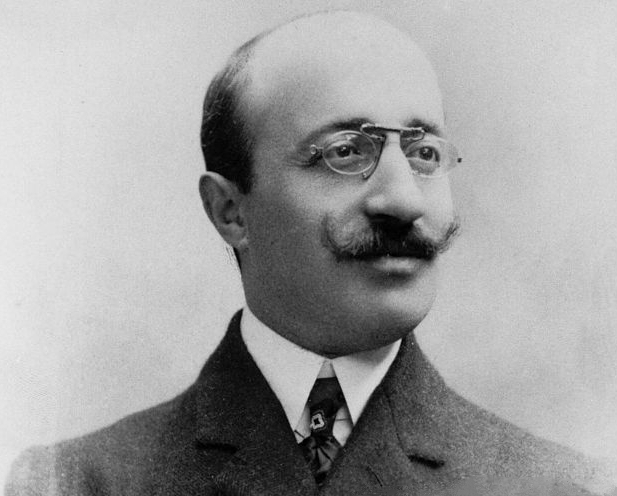
Francesco Cilea in 1910

Francesco Cilea (Palmi, Reggio Calabria, 23 juli 1866 – Varazze, bij Savona, 20 november 1950) was een Italiaans pianist en componist.

## Biografie
Zeer tegen de wil van zijn vader in, die een geacht advocaat was, verkoos Cilea het vak van componist.
Van 1881 tot 1889 studeerde hij piano en compositie aan het Conservatorio di San Pietro a Majella di Napoli van Napels. Zijn eindexamenwerk, de opera Gina, had dermate veel succes dat het hem een contract opleverde met de Milanese muziekuitgeverij Sorgonzo.
In 1894 kreeg hij een professoraat voor piano aan het conservatorium van Napels en in 1916 werd hij daar tevens directeur.
Zijn hoofdwerk was de opera Adriana Lecouvreur, gebaseerd op het leven van Adrienne Lecouvreur (1692-1730), een gevierde Franse actrice die door Voltaire zeer werd bewonderd. Het libretto was van Arturo Colautti.
De première was op 6 november 1902, in het Teatro Lirico te Milaan, werd zeer enthousiast ontvangen en wist zich tot de huidige dag in het operarepertoire te handhaven. Als meest ideale vertolkster van de rol van Adriana Lecouvreur zag hij de sopraan Magda Olivero. Waarschijnlijk is hij momenteel nog het meest bekend door de emotionele aria 'E la solita storia del pastore' (ook wel 'Lamenta di Frederico' genoemd) uit 'L'Arlesiana', die door vrijwel alle grote tenoren als Pavarotti, Bjorling, Lanza, Kaufmann en Villazon  is uitgevoerd.
Zijn opera’s sluiten aan bij het verisme en behoren tevens tot de periode van de romantiek.
Het Muziekmuseum Francesco Cilea & Nicola Antonio Manfroce dat deel uitmaakt van het Cultureel centrum Leonida Repaci in Palmi, Calabrië, heeft een collectie die gewijd is aan Cilea.

## Werken
- Pianowerken
- Liederen
- Symfonische werken

Opera’s
- Gina (1889)
- La Tilda (1892)
- L’Arlesiana (meerdere versies: 1897, 1910, 1937)
- Adriana Lecouvreur (1902)
- Gloria (1907)

- Bibsys: 1101784
- Biblioteca Nacional de España: XX888580
- Bibliothèque nationale de France: cb13892515q (data)
- Catàleg d'autoritats de noms i títols de Catalunya: 981058521621506706
- CiNii: DA04487993
- Gemeinsame Normdatei: 122783239
- International Standard Name Identifier: 0000 0000 8084 7025
- Library of Congress Control Number: n80125361
- Nationale Bibliotheek van Letland: 000035666
- MusicBrainz: 29ae32d0-7918-4484-b690-874b1c5994d4
- Bibliotheek van het Japanse parlement: 00988688
- Nationale Bibliotheek van Tsjechië: ola2002153126
- Nationale bibliotheek van Australië: 35327252
- Nationale Bibliotheek van Israël: 987007528295905171
- Nationale Bibliotheek van Polen: a0000002420501
- Nationale en Universitaire bibliotheek Zagreb: 000261827
- Nederlandse Thesaurus van Auteursnamen: 071028250
- Réseau des bibliothèques de Suisse occidentale: 02-A003107596
- Istituto Centrale per il Catalogo Unico: CUBV042903
- LIBRIS: 206364
- SNAC: w6fj2v82
- Système universitaire de documentation: 035766794
- Trove: 912857
- Virtual International Authority File: 5117163
- WorldCat: E39PBJycTGfkcY6tfdXwBr4cyd